# Величкін (хутір)
Величкін (рос. Величкин) — хутір у Даниловському районі Волгоградської області Російської Федерації.
Населення становить 184 особи. Входить до складу муніципального утворення Білопрудське сільське поселення.

## Історія
Хутір розташований у межах українського історичного та культурного регіону Жовтий Клин.
Згідно із законом від 22 грудня 2004 року № 1058-ОД органом місцевого самоврядування є Білопрудське сільське поселення.

## Населення
| 2010 |
| ---- |
| 184  |